# ده‌نو (مسافرآباد)
دهنو (رودان)، روستایی از توابع بخش رودخانه شهرستان رودان در استان هرمزگان ایران است.

## جمعیت
این روستا در دهستان مسافرآباد قرار دارد و براساس سرشماری مرکز آمار ایران در سال ۱۳۸۵، جمعیت آن ۳۷ نفر (۹خانوار) بوده‌است.